# Pyronema
Pyronema és un gènere de fongs dins la família Pyronemataceae. Va ser circumscrit pel naturalista alemanyt Carl Gustav Carus el 1835.
És un fong indicador d'haver ocorregut un incendi